# Annie Maïllis
Pour les articles homonymes, voir Maïllis.
Annie Maïllis est une critique littéraire française née en 1949.

## Biographie
D'origine grecque, née en 1949 à Salin-de-Giraud, Annie Maïllis est agrégée de lettres classiques. En 1996, elle soutient une thèse de doctorat sous la direction de Pierre Caizergues.
Elle a enseigné en classes préparatoires littéraires à Nîmes. 
Elle est l'épouse du sculpteur Jean-René Laval,.

## Travaux
Après avoir livré en 1998 une étude sur Michel Leiris, elle édite en 2002 la correspondance de l'écrivain avec son ami André Castel, avec qui il s'entretient de tauromachie ; pour Jacques-Olivier Liby, elle réunit « brillante présentation », « belle iconographie » et « judicieux glossaire taurin ». En parallèle, elle publie un ouvrage sur Picasso et Leiris dans l'arène, où elle relate un « épisode singulier », « resté dans l'obscurité » pendant « un demi-siècle » : la rencontre entre les deux créateurs dans le cadre de la feria de Nîmes, qui se retrouveront souvent chez Castel.
En 2003, elle donne Des femmes et des toros, une « anthologie bigarrée » d'écrits — « désuets, parfois érotiques, souvent drôles » — sur la femme dans la littérature tauromachique.
Elle s'intéresse ensuite à la critique du mouvement anticorrida, en dirigeant en 2010 avec Francis Wolff un colloque intitulé Nous n’irons plus à Barcelone, et dont les actes sont publiés l'année suivante. Elle y propose une communication sur le « rôle intégrateur du toro ».
En 2012, elle dirige au Musée des cultures taurines et du Vieux Nîmes les expositions Picasso sous le soleil de Françoise et Pablo Picasso et Françoise Gilot peintre et muse, qui mettent en lumière les rapports du peintre avec la tauromachie, et la figure de sa muse, Françoise Gilot, ; elle en tire un catalogue, où elle analyse l'art de Picasso comme un hybride « peinture-corrida ».
En 2014, dans Des Grecs en Camargue, elle s'intéresse à la présence grecque en Camargue, et spécialement à Salin-de-Giraud où elle est née ; elle propose une narration ponctuée par des entretiens avec des membres de la communauté grecque du village,. L'ouvrage est porté à l'écran par son fils.
Elle revient à Picasso en 2018, en approfondissant la question de ses liens avec Françoise Gilot dans un ouvrage.

## Ouvrages
- Michel Leiris, l'écrivain matador (préf. Jorge Semprún), Paris, L'Harmattan, coll. « Critiques littéraires », 1998  (ISBN 2-7384-6437-8).
- Éd. d'André Castel et Michel Leiris, Correspondance (1938-1958), Paris, Claire Paulhan, coll. « Pour mémoire », 2002  (ISBN 2-912222-17-6).
- Picasso et Leiris dans l'arène : les écrivains, les artistes et les toros (1937-1957), Pau, Cairn, 2002  (ISBN 2-912233-45-3).
- Des femmes et des toros : petite anthologie bigarrée, Pau, Cairn, coll. « Filigranas », 2003  (ISBN 2-912233-65-8).
- Avec Françoise Gilot, Dans l'arène avec Picasso, Montpellier, Indigène, 2004  (ISBN 2-911939-47-6).
- Fragments d'arène (ill. Jean-René Laval), Pau, Cairn, coll. « Filigranas », 2005  (ISBN 2-35068-002-9).
- Dir. avec Francis Wolff (ill. Jean-René Laval), D'un taureau l'autre : la tauromachie dans tous ses états, Vauvert, Au diable vauvert, 2008  (ISBN 978-2-84626-166-1).
- Dir. avec Francis Wolff (ill. Jean-René Laval), Nous n'irons plus à Barcelone : postures et impostures du mouvement anti-corrida, Paris, Cairn, 2011  (ISBN 978-2-35068-216-7).
- Picasso, sous le soleil de Françoise : l'artiste, la femme, le toro, Marseille, Images en manœuvre, 2012  (ISBN 978-2-8499-5237-5).
- Des Grecs en Camargue : un exil entre sel et mer, Arles, Odyssées, 2014  (ISBN 978-2-7466-6926-0).
- Pablo Picasso, Françoise Gilot : la Méditerranée réenchantée, Arles, Odyssées, 2018  (ISBN 978-2-9553-4311-1).